# Jerzy Próchnicki

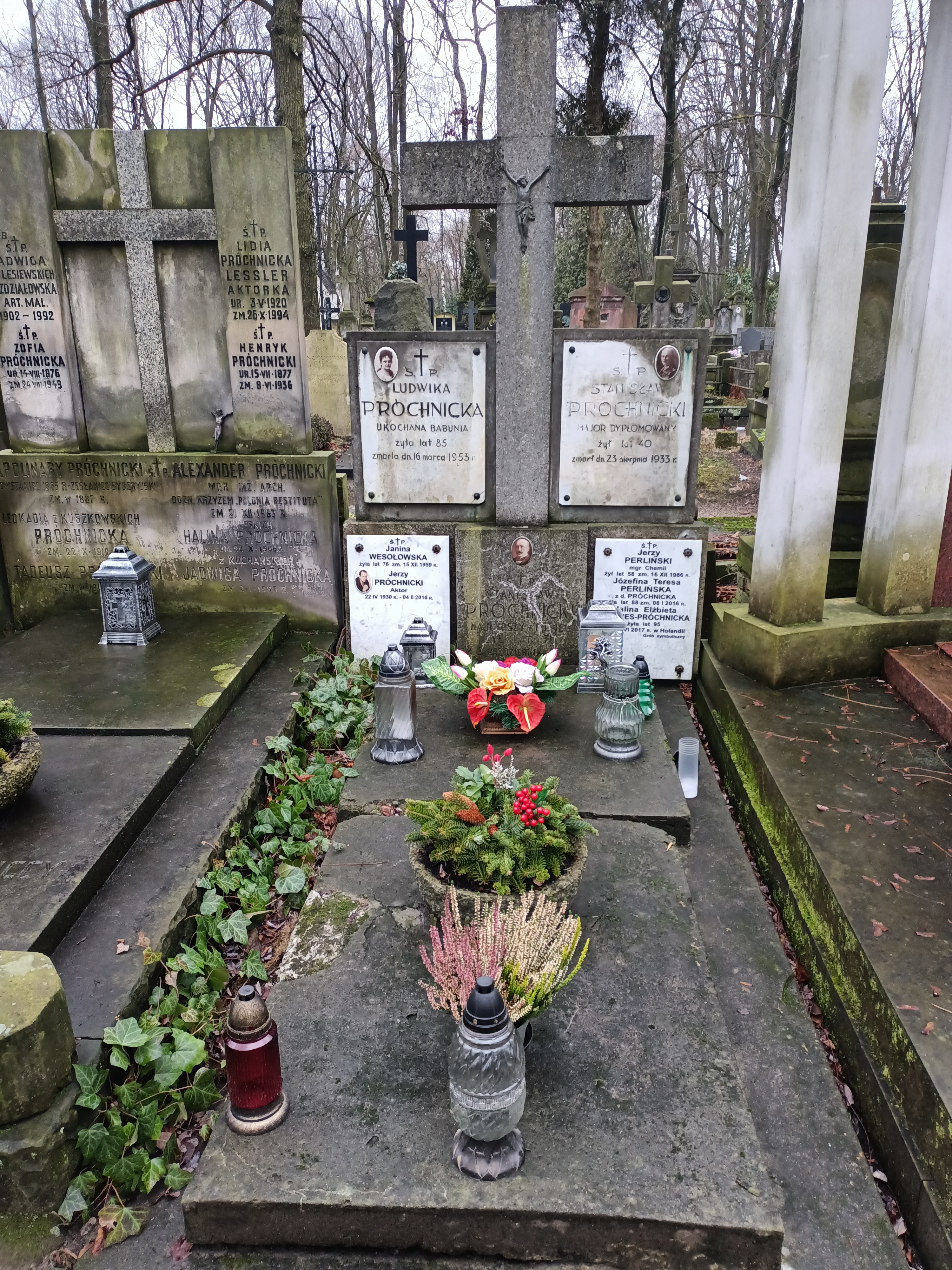
Grób Jerzego Próchnickiego na cmentarzu powązkowskim

Jerzy Próchnicki (ur. 22 kwietnia 1930 w Ozorkowie, zm. 4 lutego 2016 w Warszawie) – polski aktor teatralny i filmowy.

## Życiorys
Urodził się w Ozorkowie, przez całe dorosłe życie był związany z warszawskim Marymontem. Zadebiutował w 1953 w spektaklu Poemat pedagogiczny. Występował m.in. w Teatrze Ziemi Lubuskiej w Zielonej Górze w latach 1953-1954, Teatrze Ziemi Opolskiej w Opolu w latach 1954–1955, Teatrze Ziemi Mazowieckiej (od 1978 T. Popularnym) w Warszawie w latach 1956–1987. Ostatni raz w teatrze wystąpił w 1990.
Pierwszy występ filmowy Jerzego Próchnickiego to rola w etiudzie filmowej pt. Filozof, wyprodukowanej  przez PWSFTviT. Zagrał również w kolejnej etiudzie z 1963 zatytułowanej Opowiadanie niemoralne. Pierwszym filmem kinowym w dorobku Jerzego Próchnickiego był film pt. Długa noc (reż. Janusz Nasfeter), który wszedł do kin dopiero w 1989. Potem zagrał wiele ról filmowych i serialowych. W ostatnich latach występował w serialu M jak miłość. Udzielał się także w teatrze. Na swoim koncie ma też gościnne występy w serialach: Polskie drogi, Dom, Klan, Kryminalni i Plebania.
10 lutego 2016 został pochowany w grobowcu rodzinnym na cmentarzu Powązkowskim.

## Filmografia
| Rok             | Tytuł                                                         | Rola                                                                       | Uwagi                                                    |
| --------------- | ------------------------------------------------------------- | -------------------------------------------------------------------------- | -------------------------------------------------------- |
| 1961            | Filozof                                                       | wartownik                                                                  | etiuda, reżyseria: Jan Budkiewicz                        |
| 1963            | Opowiadanie niemoralne                                        |                                                                            | etiuda, reżyseria: Jan Budkiewicz                        |
| 1967            | Długa noc                                                     |                                                                            | film wojenny, reżyseria: Janusz Nasfeter                 |
| 1968            | Pożarowisko                                                   | gość Rojeckich                                                             | horror, reżyseria: Ryszard Ber                           |
| 1969            | Polowanie na muchy                                            | gość w Nieporęcie                                                          | film komediowy, reżyseria: Andrzej Wajda                 |
| 1970            | Krajobraz po bitwie                                           | więzień                                                                    | film wojenny, reżyseria: Andrzej Wajda                   |
| 1970            | Brzezina                                                      | Żyd                                                                        | film dramatyczny, reżyseria: Andrzej Wajda               |
| 1971            | Dekameron 40 czyli cudowne przytrafienie pewnego nieboszczyka | mężczyzna                                                                  | film komediowy, reżyseria: Jan Budkiewicz                |
| 1972            | Trzeba zabić tę miłość                                        | mężczyzna prowadzący Andrzeja do przewodniczącego komisji                  | film psychologiczny, reżyseria: Janusz Morgenstern       |
| 1976            | Polskie drogi                                                 | Niemiec rzucający nocnikiem z okna (odcinek: 2)                            | serial telewizyjny, reżyseria: Janusz Morgenstern        |
| 1976            | Olśnienie                                                     | technik naprawiający telewizor Skowronka                                   | film obyczajowy, reżyseria: Jan Budkiewicz               |
| 1977            | Śmierć prezydenta                                             | poseł prawicy                                                              | film biograficzny, reżyseria: Jerzy Kawalerowicz         |
| 1977            | Rekord świata                                                 | działacz sportowy                                                          | film obyczajowy, reżyseria: Filip Bajon                  |
| 1978            | Okruch lustra                                                 | mężczyzna                                                                  | film obyczajowy, reżyseria: Andrzej Zajączkowski         |
| 1978            | Do krwi ostatniej...                                          | oficer II korpusu                                                          | film wojenny, reżyseria: Jerzy Hoffman                   |
| 1978            | Do krwi ostatniej...                                          | oficer II korpusu                                                          | serial telewizyjny, reżyseria: Jerzy Hoffman             |
| 1978            | ...Gdziekolwiek jesteś panie prezydencie...                   | Adam Próchnik                                                              | film historyczny, reżyseria: Andrzej Trzos-Rastawiecki   |
| 1979            | Tajemnica Enigmy                                              | kolejarz (odcinek: 2)                                                      | serial telewizyjny, reżyseria: Roman Wionczek            |
| 1980-1982, 1996 | Dom                                                           | Walenciak, pracownik FSO i robotnik w fabryce Jędrysa (odcinki: 1, 11, 13) | serial telewizyjny, reżyseria: Jan Łomnicki              |
| 1980            | Zamach stanu                                                  | działacz PSL „Wyzwolenie”                                                  | film historyczny, reżyseria: Ryszard Filipski            |
| 1980            | Constans                                                      | mężczyzna                                                                  | film dramatyczny, reżyseria: Krzysztof Zanussi           |
| 1981            | Najdłuższa wojna nowoczesnej Europy                           | kupiec w piwiarni (odcinek: 3)                                             | serial telewizyjny, reżyseria: Jerzy Sztwiertnia         |
| 1984            | Lato leśnych ludzi                                            | (odcinek: 5)                                                               | serial telewizyjny, reżyseria: Władysław Ślesicki        |
| 1985            | 111 dni letargu                                               |                                                                            | film dramatyczny, reżyseria: Jerzy Sztwiertnia           |
| 1986            | Kryptonim „Turyści”                                           | oficer kontrwywiadu (odcinki: 1, 3)                                        | serial telewizyjny, reżyseria: Jerzy Obłamski            |
| 1987            | Rzeka kłamstwa                                                | (odcinek: 6)                                                               | serial telewizyjny, reżyseria: Jan Łomnicki              |
| 1987            | Jedenaste przykazanie                                         | mieszkaniec wsi                                                            | film psychologiczny, reżyseria: Janusz Kondratiuk        |
| 1989            | Odbicia                                                       | dyrektor na studiach zaocznych (odcinki: 3, 4)                             | serial telewizyjny, reżyseria: Jakub Ruciński            |
| 1989            | Lawa                                                          | gość na balu u Senatora                                                    | film poetycki, reżyseria: Tadeusz Konwicki               |
| 1990            | Eminent domain                                                | członek biura politycznego PZPR                                            | film polityczny, reżyseria: John Irvin                   |
| 1990            | Jan Kiliński                                                  | mężczyzna                                                                  | film biograficzny, reżyseria: Marian Kubera              |
| 1991            | Rozmowy kontrolowane                                          | żołnierz wyrzucający śmieci                                                | film komediowy, reżyseria: Sylwester Chęciński           |
| 1991            | Spokojny żywot                                                | chirurg                                                                    | film kryminalny, reżyseria: Filip Bajon                  |
| 1994            | Spółka rodzinna                                               | pan prezydent (odcinek: 10)                                                | serial telewizyjny, reżyseria: Jerzy Sztwiertnia         |
| 1994            | Bank nie z tej ziemi                                          | drwal (odcinek: 12)                                                        | serial telewizyjny, reżyseria: Paweł Sala                |
| 1995            | Pułkownik Kwiatkowski                                         | mężczyzna                                                                  | film komediowy, reżyseria: Kazimierz Kutz                |
| 1995            | Docteur Semmelweis                                            | członek komisji                                                            | film biograficzny, reżyseria: Roger Andrieux             |
| 1995            | Nowe przygody Madeline                                        | (polski dubbing)                                                           | serial animowany, reżyseria dubbingu: Ilona Kuśmierska   |
| 1996            | Ekstradycja                                                   | bosman (odcinek: 1, sezon: 2)                                              | serial telewizyjny, reżyseria: Wojciech Wójcik           |
| 1997            | Bandyta                                                       | pielęgniarz                                                                | film sensacyjny, reżyseria: Maciej Dejczer               |
| 1999            | Dług                                                          | mężczyzna kupujący samochód                                                | film dramatyczny, reżyseria: Krzysztof Krauze            |
| 2000-2001       | Klan                                                          | działacz Stowarzyszenia Przyjaciół Kresów                                  | serial telewizyjny, reżyseria: różni                     |
| 2001            | Marszałek Piłsudski                                           | (odcinek: 5)                                                               | serial telewizyjny, reżyseria: Andrzej Trzos-Rastawiecki |
| 2003            | Zaleporaxin                                                   | klient                                                                     | etiuda, reżyseria: Zbigniew Bzymek                       |
| 2004-2013       | M jak miłość                                                  | Włodzimierz Kisiel (odcinki: 260-1014)                                     | serial telewizyjny, reżyseria: różni                     |
| 2004            | Kryminalni                                                    | emerytowany właściciel psa (odcinek: 1)                                    | serial telewizyjny, reżyseria: Ryszard Zatorski          |
| 2004            | Korytarz                                                      | pan Mirek                                                                  | etiuda, reżyseria: Anna Jadowska                         |
| 2004            | Mój Nikifor                                                   | portier w Zachęcie                                                         | film biograficzny, reżyseria: Krzysztof Krauze           |
| 2005            | Tulipany                                                      | staruszek                                                                  | film obyczajowy, reżyseria: Jacek Borcuch                |
| 2005-2006       | Plebania                                                      | uczestnik kursu tańca i członek rady parafialnej (odcinki: 540, 722)       | serial telewizyjny, reżyseria: różni                     |